# Магнитуда землетрясения
Магниту́да землетрясе́ния (от лат. magnitudo «важность, значительность, крупность, величие») — величина, характеризующая энергию, выделившуюся при землетрясении в виде сейсмических волн. Первоначальная шкала магнитуды была предложена американским сейсмологом Чарльзом Рихтером в 1935 году, поэтому в обиходе значение магнитуды подразумевается по шкале Рихтера.

## Магнитуда землетрясения и балльная шкала интенсивности землетрясения
Шкала Рихтера содержит условные единицы (от 1 до 9,5) — магнитуды, которые вычисляются по колебаниям, регистрируемым сейсмографом. Эту шкалу часто путают со шкалой интенсивности землетрясения в баллах (по 7 или 12-балльной системе), которая основана на внешних проявлениях подземного толчка (воздействие на людей, предметы, строения, природные объекты). Когда происходит землетрясение, то сначала становится известной именно его магнитуда, которая определяется по сейсмограммам, а не интенсивность, которая выясняется только спустя некоторое время, после получения информации о последствиях.
Правильное употребление: «землетрясение магнитудой 6,0».
Прежнее неправильное употребление: «землетрясение силой 6 баллов по шкале Рихтера».
Неправильное употребление: «землетрясение магнитудой 6 баллов», «землетрясение силой в 6 магнитуд по шкале Рихтера».

## Шкала Рихтера
Рихтер предложил для оценки силы землетрясения (в его эпицентре) десятичный логарифм перемещения A (в микрометрах) иглы стандартного сейсмографа Вуда — Андерсона, расположенного на расстоянии не более 600 км от эпицентра:
{\displaystyle M_{L}=\lg A+f,} где f — корректирующая функция, вычисляемая по таблице в зависимости от расстояния до эпицентра. Энергия землетрясения примерно пропорциональна {\displaystyle A^{3/2},} то есть увеличение магнитуды на 1,0 соответствует увеличению амплитуды колебаний в 10 раз и увеличению энергии примерно в 32 раза.
Эта шкала имела несколько существенных недостатков:
- Рихтер использовал для градуировки своей шкалы малые и средние землетрясения южной Калифорнии, характеризующиеся малой глубиной очага.
- Из-за ограничений используемой аппаратуры шкала Рихтера была ограничена значением около 6,8.
- Предложенный способ измерения учитывал только поверхностные волны, в то время как при глубинных землетрясениях существенная часть энергии выделяется в форме объёмных волн.

В течение следующих нескольких десятков лет шкала Рихтера уточнялась и приводилась в соответствие с новыми наблюдениями. Сейчас существует несколько производных шкал, самыми важными из которых являются:
Магнитуда объёмных волн
{\displaystyle m_{b}=\lg(A/T)+Q(D,h),}
где A — амплитуда колебаний земли (в микрометрах), T — период волны (в секундах), и Q — поправка, зависящая от расстояния до эпицентра D и глубины очага землетрясения h.
Магнитуда поверхностных волн
{\displaystyle M_{s}=\lg(A/T)+1{,}66\lg D+3{,}30.}
Эти шкалы плохо работают для самых крупных землетрясений — при M ~ 8 наступает насыщение.

## Сейсмический момент и шкала Канамори
В 1977 году сейсмолог Хиро Канамори из Калифорнийского технологического института предложил принципиально иную оценку интенсивности землетрясений, основанную на понятии сейсмического момента.
Сейсмический момент землетрясения определяется как
{\displaystyle M_{0}=\mu Su,}
где
μ — модуль сдвига горных пород, порядка 30 ГПа,
S — площадь, на которой замечены геологические разломы,
u — среднее смещение вдоль разломов.
Таким образом, в единицах СИ сейсмический момент имеет размерность Па⋅м2⋅м = Н⋅м.
Магнитуда по Канамори определяется как
{\displaystyle M_{W}={\frac {2}{3}}(\lg M_{0}-9{,}1),}
где M0 — сейсмический момент, выраженный в Н⋅м.
Шкала Канамори хорошо согласуется с более ранними шкалами при {\displaystyle 3<M<7} и лучше подходит для оценки крупных землетрясений.

## Энергия землетрясения
В каком-то смысле различные способы измерения магнитуды землетрясений являются приближениями к «идеальной» энергетической шкале:
{\displaystyle M={\frac {2}{3}}(\lg E-4{,}8),}
где E — энергия землетрясения в джоулях.
Сейсмическая энергия, выделяемая при подземном ядерном взрыве мощностью в 1 мегатонну (4,184·1015 Дж), эквивалентна землетрясению с магнитудой около 6. Стоит заметить, что даже при подземном ядерном взрыве с наибольшим сейсмическим действием, когда ядерный заряд помещён в достаточно компактную горную выработку на большой глубине в твёрдых породах (камуфлетный взрыв), только небольшая часть общей энергии взрыва (порядка процента) преобразуется в регистрируемые сейсмические колебания. Эта доля ещё меньше при наземном и особенно воздушном ядерном взрыве. Изменение энерговыделения при ядерном взрыве в 1000 раз при прочих равных условиях изменяет магнитуду на две единицы; так, например, подземный взрыв с энерговыделением в 1 кт эквивалентен землетрясению с магнитудой около 4.

## Частота землетрясений разной магнитуды
За год на Земле происходит примерно:
- 1 землетрясение с магнитудой 8,0 и выше;
- 10 — с магнитудой 7,0—7,9;
- 100 — с магнитудой 6,0—6,9;
- 1000 — с магнитудой 5,0—5,9.

Сильнейшее зарегистрированное землетрясение в истории современных наблюдений произошло в Чили в 1960 году, его магнитуда по шкале Канамори составляла 9,5.